# Ješe Ňingpo
Ješe Ňingpo (tibetsky ཡེ་ཤེས་སྙིང་པོ, transliterováno ye shes snying po, 1631–1694) byl tibetský buddhistický meditační mistr a učenec linie Kagjüpy - jedné ze čtyř hlavních škol tibetského buddhismu. Byl sedmým Žamar rinpočhem.

## Život
Desátý Karmapa si výslovně přál, aby se sedmý Žamarpa Ješe Ňingpo znovu narodil u řeky Marču ve východní provincii Kham. Karmapa se o žamarpově narození dověděl, když byl v Džangjülu, v provincii sousedící s Čínou. Odešel bez dozoru a pěšky a putoval přes celý Kham, aby se s ním setkal. Jeho kočovní rodiče dali dítěti svolení, aby odešlo z domova, a Ješe Ňingpo poté odcestoval spolu s karmapou do Džangjülu, kde byl intronizován jako sedmý žamarpa. Přijal červenou korunu spolu s kompletními naukami linie Karma Kagjü. Do Tibetu se vrátili společně. Po úmrtí desátého karmapy sedmý žamarpa uznal a intronizoval jedenáctého karmapu Ješe Dordžeho. Sedmý Žamarpa skonal poté, co předal karmapovi veškeré nauky linie, které mu byly svěřeny jakožto hlavě školy Kagjü.